# Rhinella arenarum
Rhinella arenarum är en groddjursart som först beskrevs av Reinhold Friedrich Hensel 1867.  Rhinella arenarum ingår i släktet Rhinella och familjen paddor. IUCN kategoriserar arten globalt som livskraftig. Inga underarter finns listade i Catalogue of Life.